# IJsselmeer
Pour les articles homonymes, voir IJssel (homonymie).
L'Ĳsselmeer — ou en français, lac de l'Ĳssel ou lac de l'Yssel — est, avec une superficie de 1 100 km2, le plus important lac des Pays-Bas. Le point le plus profond se trouve au large des rives de Lelystad, à 9,5 mètres au-dessous du niveau normal d'Amsterdam (NAP).

## Géographie

### Alimentation et écoulement
L'Ĳsselmeer est alimenté par :
- le Rhin :
  - par l'intermédiaire du Vecht (Utrecht) par l'Ĳmeer et le Markermeer
  - par l'intermédiaire du Ketelmeer, par la rivière Ĳssel qui lui donne son nom

- l'Overijsselse Vecht par l'intermédiaire du Zwarte Water et le Ketelmeer

- l'Eem par l'intermédiaire de l'Eemmeer, du Gooimeer, de l'Ĳmeer et du Markermeer

- le Hierdense Beek par l'intermédiaire du Veluwe, du Drontermeer et du Ketelmeer.

- l'Amstel par l'intermédiaire du Ĳ, de l'Ĳmeer et du Markermeer.

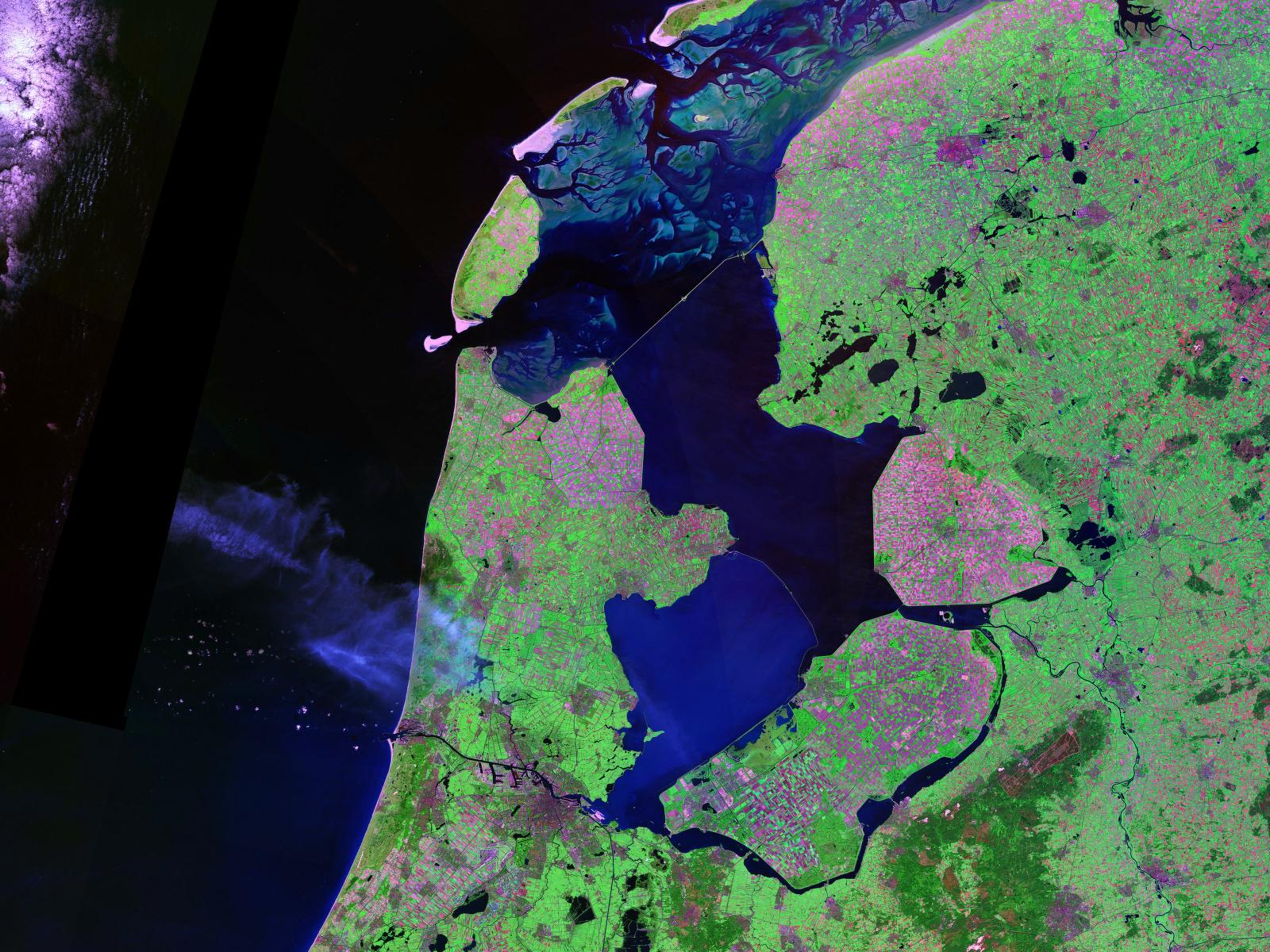
Photographie satellite des Pays-Bas en 2005 avec en leur centre l'Ĳsselmeer.

Les eaux de l'Ĳsselmeer sont séparées de la mer de Wadden par l'Afsluitdijk, elles s'écoulent via deux émissaires artificiels : les écluses Stevinsluizen à Den Oever en Hollande-Septentrionale et celles de Lorentzsluizen à Kornwerderzand.
Cette chasse se fait à marée basse, lorsque le niveau de la mer des Wadden est inférieur à celui de l'Ĳsselmeer.

### Niveau du lac
L'Office des eaux des Pays-Bas décide que le niveau de l'Ĳsselmeer varie suivant les saisons.
En été le niveau est de 0,20 m au-dessous de la mer NAP et en hiver il est de 0,40 m au-dessous de ce niveau. En été, il a été décidé d'avoir un niveau plus élevé parce que l'apport des rivières est faible, tandis qu'une grande quantité d'eau est nécessaire pour le drainage des canaux et la lutte contre la salinité des polders du nord-ouest du pays.
Ceci pourrait évoluer, il est question de remonter légèrement le niveau du lac.

### Fonction

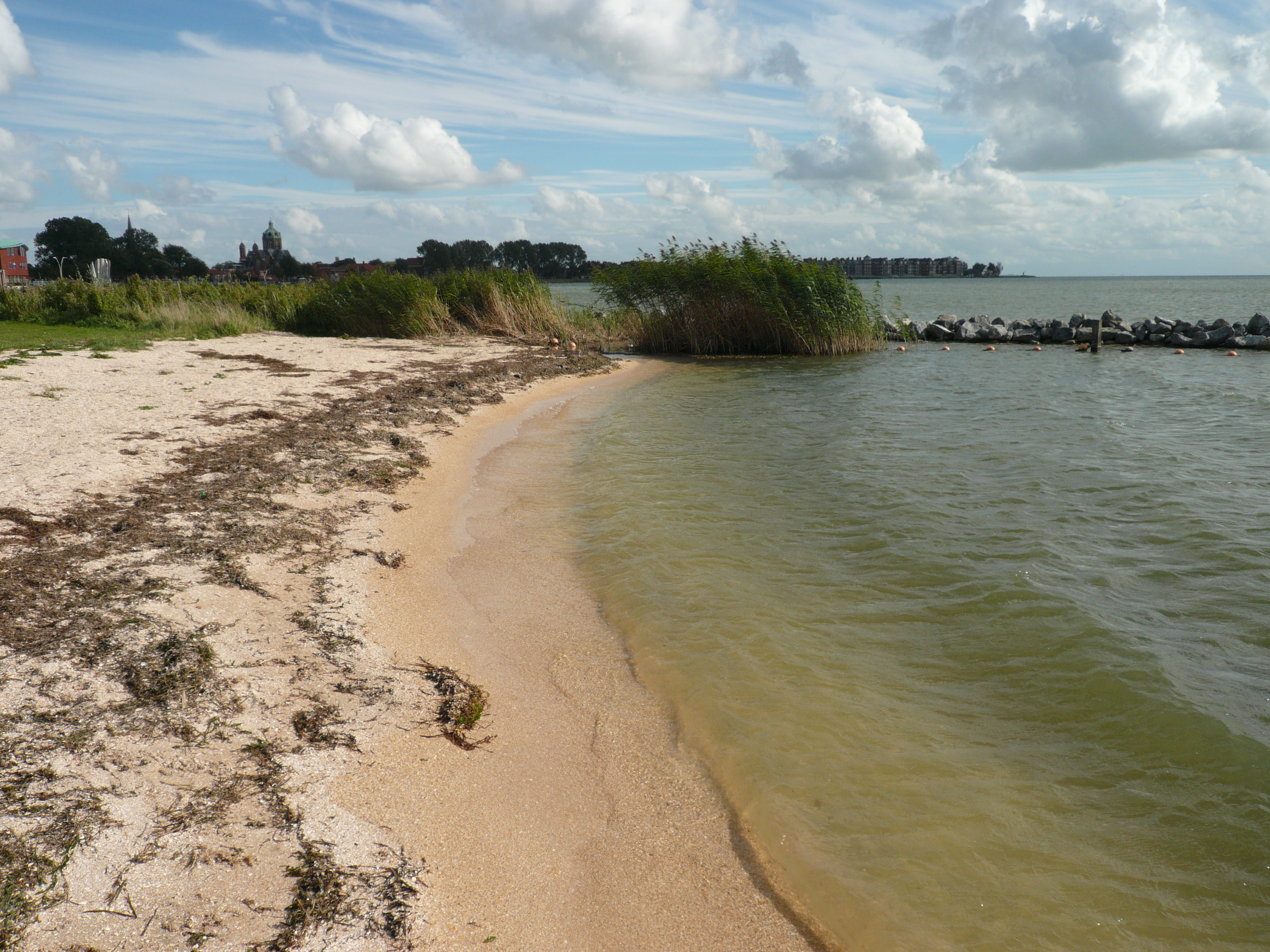
Plage sur l'Ĳsselmeer, près de Hoorn.

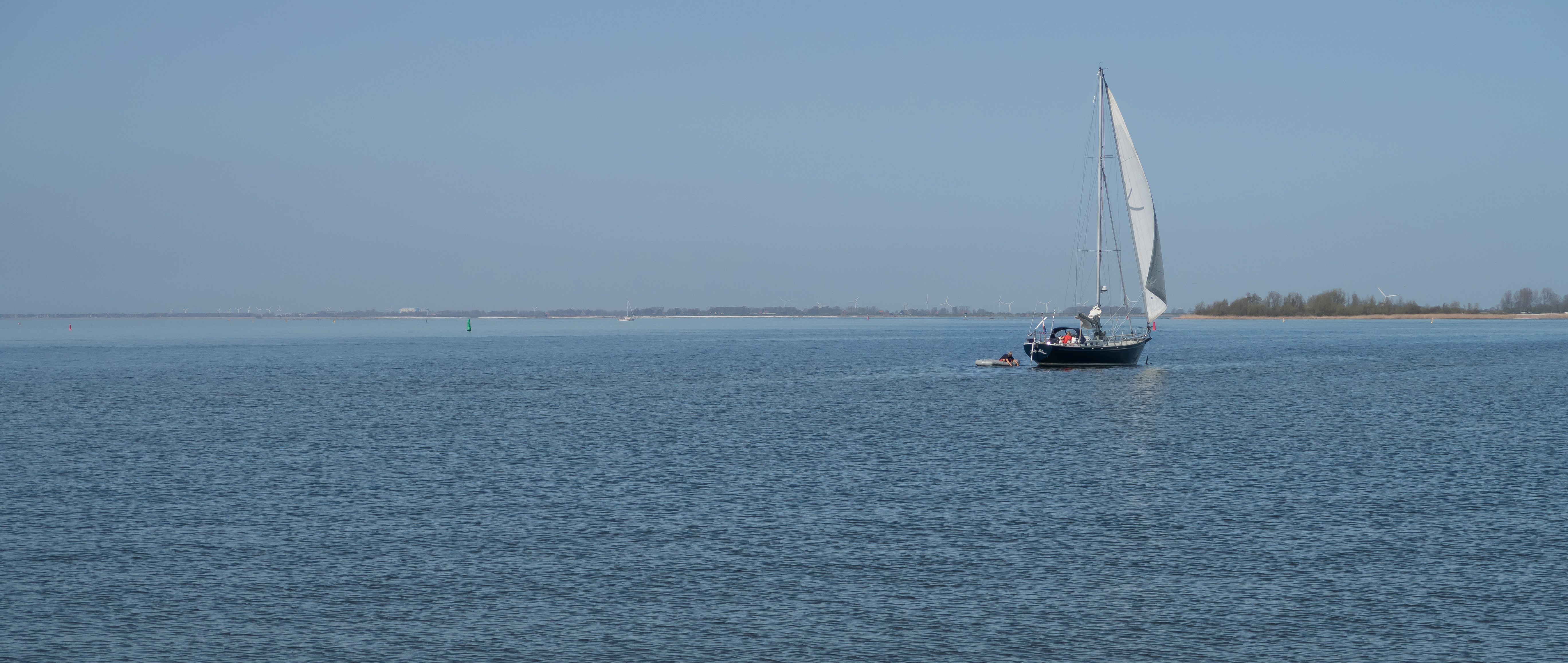
Vue de l'Ĳsselmeer près de Hindeloopen

L'Ĳsselmeer a une importante fonction de réserve d'eau douce, servant de source pour l'agriculture et les réseaux d'eau potable. Le lac est poissonneux et offre également de nombreuses opportunités pour diverses activités récréatives. Il a une fonction de réserve de la nature. Il a encore une fonction de transport.
L’Ĳsselmeer est séparé hydrauliquement du Markermeer, bien qu'ayant sensiblement le même niveau.

### Perspectives
On s'attend à ce que, à cause des changements climatiques, la quantité d'eau déversée dans la mer des Wadden soit doublée. Il est possible que la mer de Wadden ait à marée basse, un niveau de 25 cm plus haut que l'Ĳsselmeer. Pour le moment, l'objectif est de doubler la capacité de drainage et aussi de la cohérence écologique entre l'Ĳsselmeer et la mer des Wadden.

## Histoire
La région de ce qui deviendra les Pays-Bas, comprend depuis longtemps un plan d’eau nommé lac Flevo (Lacus Flevus par les Romains) ; au Moyen Âge il est connu sous le nom de lac Almere.
 
Au XIIIe siècle, la mer rompt la barrière de dunes qui s'étendait au Nord entre les îles de l'archipel de la Frise et envahit le lac qui devient progressivement une mer appelée le Zuiderzee (littéralement mer du Sud) c'est en réalité un golfe de la Mer du Nord, faisant souvent de nombreuses victimes et des dégâts considérables, mais offrant ainsi un débouché maritime à la future ville d’Amsterdam.
Le lac a été créé en 1932 quand l'ancien Zuiderzee, est devenu un lac d'eau douce avec la construction de l'Afsluitdijk (littéralement « digue de fermeture ») longue de 32 km qui sépare l'Ĳsselmeer de la mer des Wadden. Ce fut la première étape d'un projet hydraulique majeur connu sous le nom de Travaux du Zuiderzee.
Plusieurs polders ont été construits à l'intérieur de l'Ĳsselmeer, le Flevopolder (en deux parties) et le Noordoostpolder.
En 1975, l'Ĳsselmeer a été divisé en deux par l'achèvement de la Houtribdijk, digue allant de Enkhuizen sud-est à Lelystad, aussi appelée Markerwaarddijk parce qu'elle devait à l'origine border le Markerwaard au nord-est d'Amsterdam et borde le Markermeer lac ainsi créé.

## Changement écologique
La faune et la flore de l'ancien golfe ont péri à la suite de la transformation écologique radicale, il a fallu près de six ans pour que le sel disparaisse. À l'époque les considérations écologiques avaient peu de poids.